# Manoir du Bois-de-l'Humeau
Le manoir du Bois-de-l'Humeau est un manoir situé à Marcé, en France.

## Localisation
Le manoir est situé dans le département français de Maine-et-Loire, sur la commune de Marcé.

## Historique
L'édifice est inscrit au titre des monuments historiques en 1979.